# Дер Нистер
Дер Нистер (идиш דער נסתּר‎ — «скрытый», по каббалистической традиции словом «нистер» называли скрытых мудрецов; настоящие имя и фамилия Пинхус Менделевич Каганович; 1 ноября 1884, Бердичев, Киевская губерния — 4 июня 1950, Абезьский лагерь) — еврейский писатель и переводчик, литературный критик на идише.
Начинал как символист; затем, столкнувшись с невозможностью печатать свои произведения в Советском Союзе, перешёл к реализму. Репрессирован по обвинению в «буржуазном национализме» во время сталинского разгрома еврейской культуры в СССР в 1949 году, умер в лагере. Посмертно реабилитирован.

## Биография
Родился в 1884 году в хасидской семье, получил традиционное еврейское образование. Родители — Мендель Аврум-Берович Каганович (1857—?) и Дина-Лея Иосиф-Идовна Каганович (1858—?). Вырос в местечке Белополье Бердичевского уезда. Увлёкся хасидизмом под влиянием старшего брата Арона-Шлойме, одновременно интересуясь светской литературой на русском языке, примыкал к сионистам-социалистам. Дебютировал в 1907 году в Вильне двумя рассказами на идише, подписавшись псевдонимом Дер Нистер («Сокрытый»).
С 1918 по 1920 год писатель жил в Киеве, затем в подмосковной Малаховке, а в 1921 году уехал в Германию, где несколько лет работал в советском торгпредстве в Гамбурге. В конце 1925 года, воодушевленный советскими планами развития культуры на идише, Дер Нистер возвратился в СССР и жил в Харькове. Там он написал двухтомную историческую эпопею «Семья Машбер» о брацлавских хасидах.
В годы войны литератор находился в эвакуации в Средней Азии, в 1943 году вернулся в Москву, был членом ЕАК. В 1947 году по поручению комитета он сопровождал в Биробиджан переселенцев с Украины, в основном из Винницы и окрестностей.
Был женат на актрисе Украинского ГОСЕТа Елене Сигаловской.
Арестован в Москве 19 февраля 1949 года по делу Еврейского антифашистского комитета.
Следствие в Лефортовской тюрьме длилось более полугода, причём в первые три месяца допросы велись почти ежедневно и преимущественно по ночам. По свидетельствам других арестованных, Дер Нистер настойчиво утверждал, что никто из его коллег-литераторов не разделял приписываемых ему «националистических взглядов».
В середине сентября 1949 года писатель был осуждён особым совещанием при МГБ СССР на 10 лет лагерей по статьям 58-10 ч. I и 58-11 — «за преступные связи с националистами и антисоветскую агитацию». Отправлен в Минлаг в Коми АССР, где 4 июня 1950 года скончался в лагерной больнице. Согласно акту о смерти, в результате «нарастающей недостаточности сердечной активности». Через три дня его положили в деревянный гроб из горбыля и закопали под стандартным столбиком.

## Память
В 2017 году профессор израильского университета имени Бар-Илана — Бер Котлерман — специалист по творчеству Дер Нистера установил по архивным документам и воспоминаниям очевидцев местонахождение могилы на кладбище рядом с Абезьским лагерем. Профессор Котлерман и доцент ИСАА МГУ Александра Полян установили на могиле писателя памятный знак в виде звезды Давида обвитой колючей проволокой.

## Творчество
Написал книгу стихов в прозе «Геданкэн ун мотивн» («Думы и мотивы») (1907), сборник стихов «Гезанг ун гебэт» («Песня и молитва») (1912), сборники рассказов «һэхер фун дэр эрд» («Выше земли») (1910), «Гедахт» («Воображение») (1922—1923), «Фун майнэ гитэр» («Из моих владений») (1929), «Корбонэс» («Жертвы») (1943), исторический роман «Мишпохэ Машбер» («Семья Машбер») (т.1, М., 1939, т.2, Нью-Йорк, 1948), книги для детей «Майсэлэх» («Сказочки») (1918), «Майсэлэх ин ферзн» («Сказочки в стихах») (1918) и другие. Перевёл на идиш «Жерминаль» Э. Золя, «Голос крови» Дж. Лондона, «Муму» И. С. Тургенева, «Хаджи-Мурат» Л. Н. Толстого, ряд произведений русских и украинских советских писателей.

## Произведения на русском языке
- Пойлиш. Перевод Бориса Котлермана
- Семья Машбер. Перевод Михаила Шамбадала. М., Текст, 2010

## Рецензии
- Дымшиц В. «Семья Машбер»: трудности перевода // Народ Книги в мире книг: Еврейское книжное обозрение. — 2010. — № 85.